# Zorenci
Zorenci este o localitate din comuna Črnomelj, Slovenia, cu o populație de 36 de locuitori.